# Plumeria alba
Espèce
Classification phylogénétique
Le frangipanier, aussi appelé fleur des temples (Plumeria alba), est une espèce de plantes à fleurs de la famille des Apocynaceae. C'est un arbuste originaire des Antilles.
La fleur est le symbole national du Nicaragua et l'emblème du Laos.

## Description

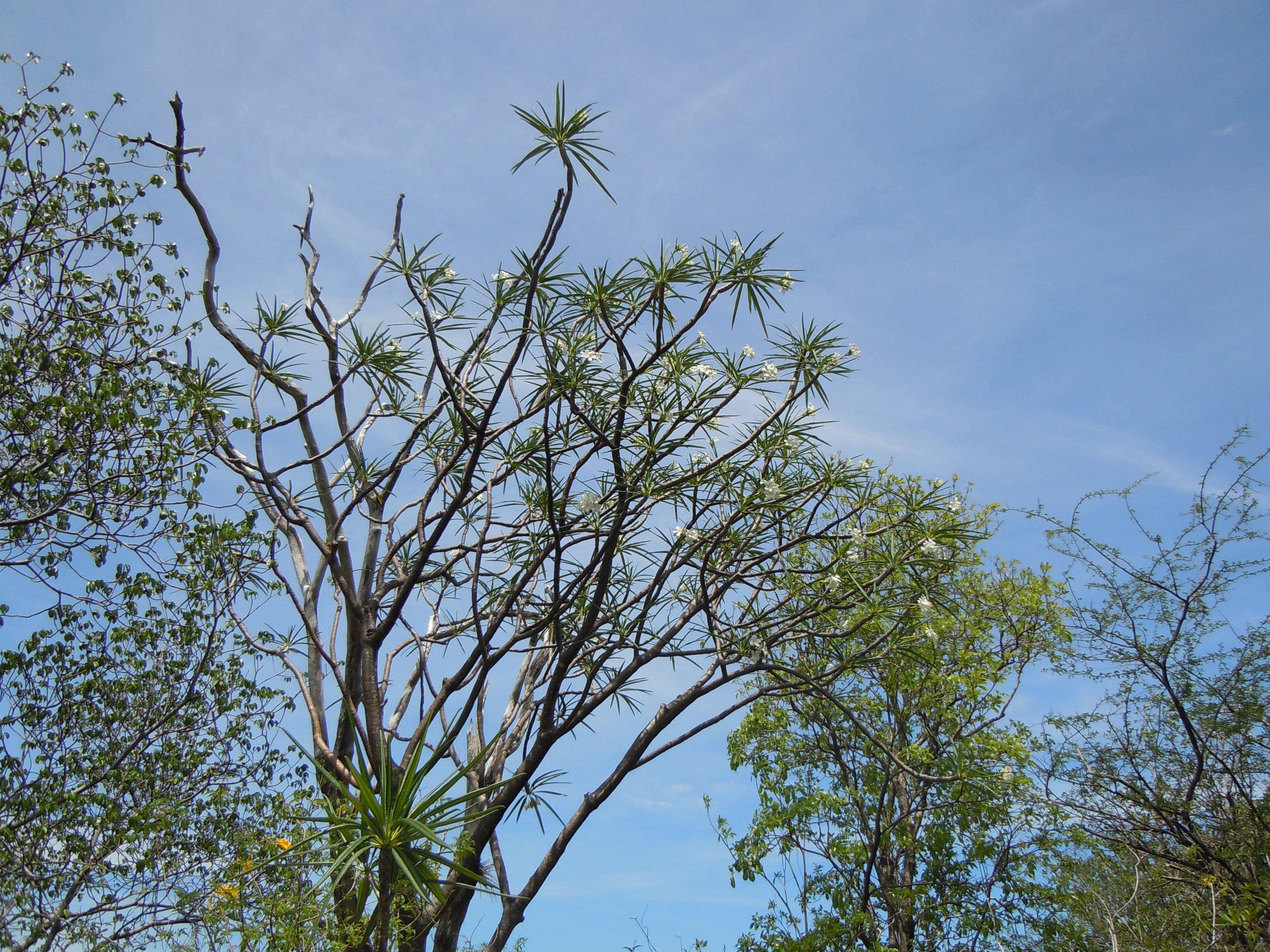
Vue de l'arbre dans la forêt sèche de Guadeloupe.

L'arbuste peut atteindre entre 2 m et 6 m de hauteur. Il apprécie les sols drainés, riches avec une acidité neutre, au soleil (zone 10-11).
Il possède un feuillage caduc, perdant ses feuilles au début de la période de sécheresse (en hiver lorsqu'il est en plante d'intérieur).
Ses feuilles sont linéaires allongées ou oblancéolées, et roulées sur les bords, le plus souvent acuminées au sommet.
Plumeria alba fleurit entre l'été et le milieu de l'automne, ses fleurs dégagent un parfum très agréable et puissant (dont une odeur similaire se retrouve artificiellement avec la recette frangipane en cuisine).
Il existe plusieurs variétés produisant des fleurs blanches à centre rose, jaune ou rouge. C'est avec cette fleur que l'on fait la galette des rois (ceci est une plaisanterie, bien entendu, sachant que la  frangipane  est une crème pâtissière et crème d'amandes). 

## Culture
Cet arbuste est cultivé à des fins ornementales.
Il ne nécessite pas d'entretien particulier, si ce n'est une taille éventuelle en fin d'hiver. En appartement, la difficulté est de lui apporter assez de lumière en le sortant à l'extérieur de la mi-printemps à la mi-automne, et de lui apporter régulièrement de l'engrais.
Il peut se multiplier par semis à chaud au printemps ou en bouture au printemps.
Les feuilles des cultivars ne reproduisent pas forcément la forme caractéristique linéaire des feuilles des spécimens sauvages.